# Dvärgpungsovare
Dvärgpungsovare (Burramyidae) är en familj i underklassen pungdjur. Dessa djur liknar i utseende sovmöss (som tillhör gnagarna och som innefattar till exempel sjusovaren). Familjen består av två släkten med tillsammans fem eller sex arter.

## Utbredning
Dessa djur förekommer på hela östra och södra Australien samt på Nya Guinea.

## Utseende
Dvärgpungsovare påminner ytligt om gnagare. Pälsen är på ovansidan grå eller brun och på undersidan ljusare. Svansen, som oftast är längre än kroppen och som bara har hår på roten, används som griporgan. Vid varje fot finns fem tår och den första tån vid bakfoten är motsättlig. Dvärgpungsovare når en kroppslängd mellan 7 och 12 cm (utan svans) och en vikt upp till 80 gram. Svansen är upp till 17 cm lång.
Tandformeln är I 3/2 C 1/0 P 2-3/3 M 3-4/3-4, alltså 34 till 40 tänder.

## Levnadssätt
Med undantag av arten Burramys parvus som huvudsakligen lever på marken vistas dvärgpungsovare väsentligen i träd. Med sin gripsvans och sina griphänder klättrar de skickligt bland grenarna. De är huvudsakligen aktiva på natten och sover under dagen i sina bon. De bygger själva dessa bon, eller använder lediga reden.
Det viktigaste kännetecknet är att dvärgpungsovare är de enda australiska pungdjur som går i vinterdvala. (Det enda pungdjur utanför Australien som går i vinterdvala är den sydamerikanska arten chiloépungråtta). Inför vinterdvalan lägger de vid svansroten upp en fettreservoar. Burramys parvus skapar dessutom ett förråd i boet.

## Föda
Dessa djur är allätare. De livnär sig av frön, frukt, löv och andra växtdelar samt ibland av nektar och pollen. De äter även maskar, spindeldjur, insekter och deras larver samt mindre ryggradsdjur.

## Fortplantning
Honan har en pung med fyra till sex mjölkvårtor och öppningen framåt. Tiden för födelsen är beroende på levnadsområdet. Medan individer i bergsregioner föder bara under våren kan arter i varmare regioner föda året runt. Efter en kort dräktighet föds en till sex ungar som stannar minst tre till fyra veckor i pungen (marsupium). Efter två till tre månader slutar honan att ge di och efter 12 till 15 månader är ungarna könsmogna.

## Systematik
I släktet Burramys finns en enda art som förekommer i ett mindre bergsområde i sydöstra Australien. De fyra till fem arterna i släktet sovarpungmöss (Cercartetus) lever i Australien och Nya Guinea.
- Burramys
  - dvärgpungsovare (Burramys parvus)
- sovarpungmöss (Cercartetus)
  - dvärgsovarpungmus (Cercartetus nanus)
  - Cercartetus caudatus
  - Cercartetus concinnus
  - Cercartetus lepidus
  - en möjlig femte art saknar vetenskaplig beskrivning

Tidigare räknades arterna från familjen dvärgflygfalanger till dvärgpungsovare.
De äldsta fossilen är kända från miocen och ett fossil som möjligen tillhör familjen daterades till oligocen.

## Hot
Arten Burramys parvus har bara ett bestånd som uppskattas av IUCN med omkring 2 200 individer och populationen är uppdelad i flera från varandra skilda områden. Det största hotet utgörs av levnadsområdets omvandling till skidpister. Därför listas arten som akut hotad (critically endangered). Sovarpungmöss är däremot ganska talrika och där listas alla arter som livskraftiga (least concern).